# هارومی میاکو
هارومی میاکو (انگلیسی: Harumi Miyako؛ زادهٔ ۲۲ فوریهٔ ۱۹۴۸) خواننده، و بازیگر اهل ژاپن است.
از فیلم‌ها یا برنامه‌های تلویزیونی که وی در آن نقش داشته‌است می‌توان به ترانه عاشقانه تورا-سان اشاره کرد.